# Neologe Synagoge (Oradea)

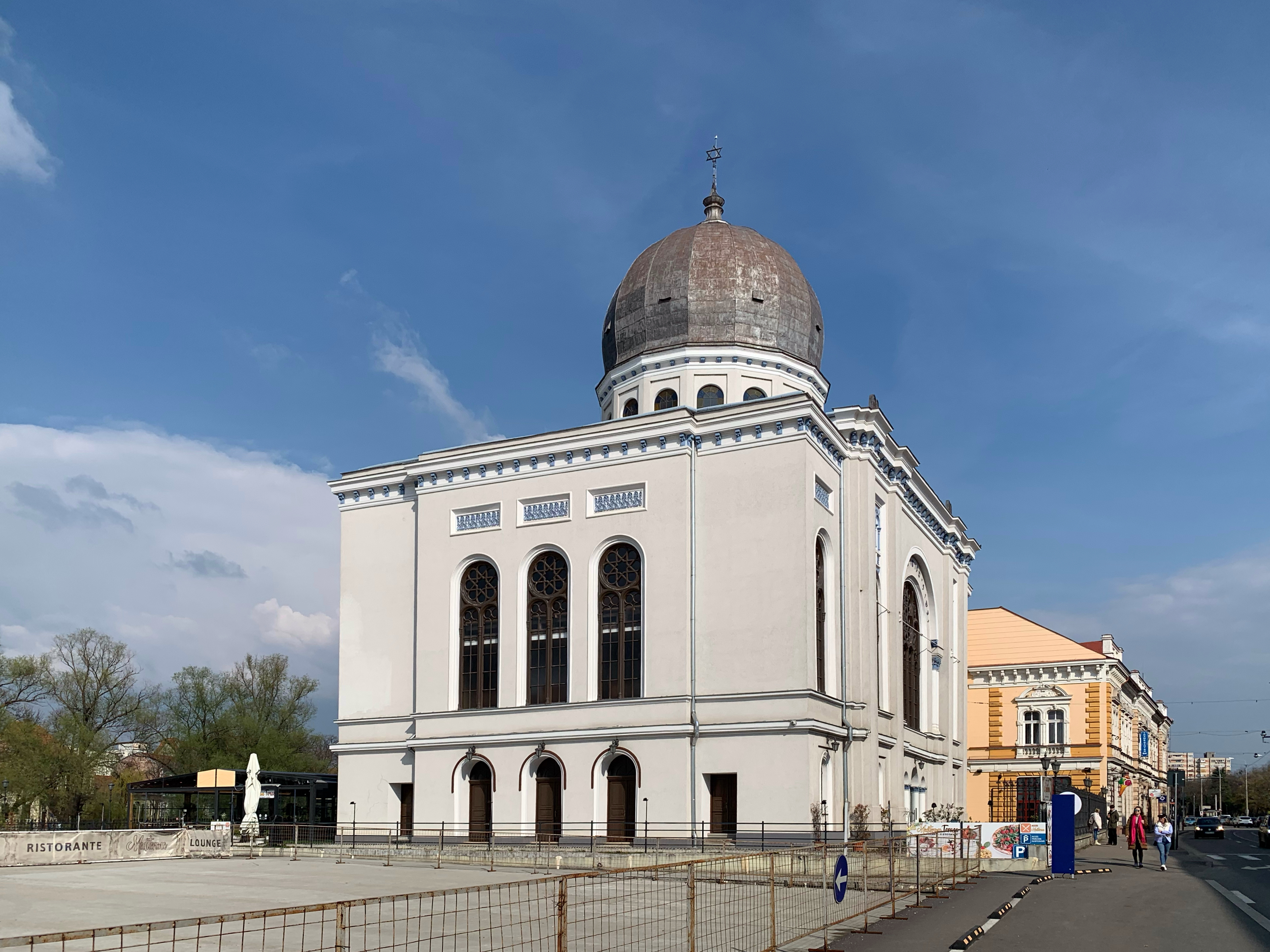
Neologe Synagoge in Oradea

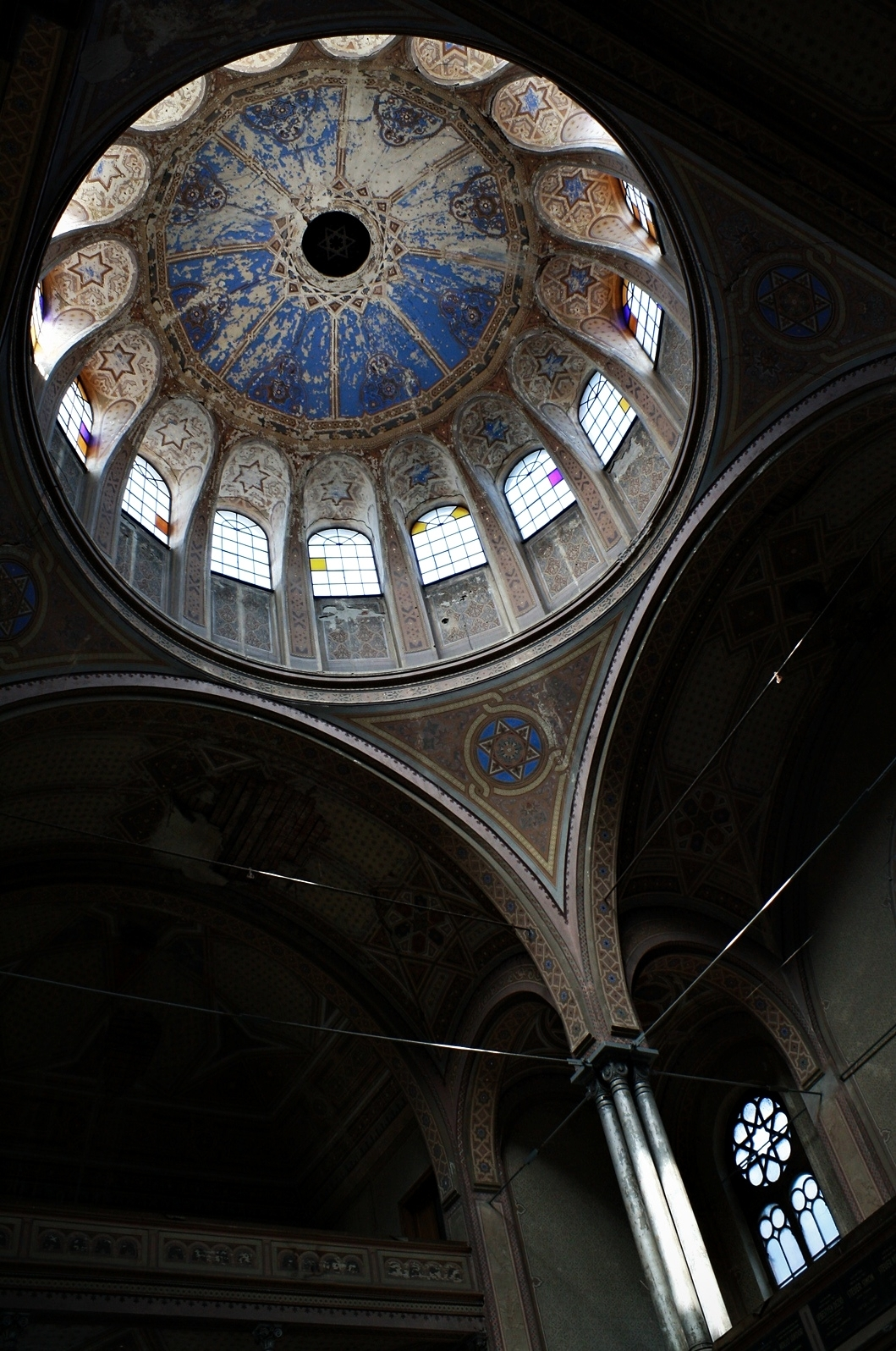
Innenansicht der Kuppel

Die Neologe Synagoge in Oradea (deutsch Großwardein), einer rumänischen Stadt und Hauptstadt des Kreises Bihor, wurde 1878 errichtet. Die Synagoge in der Independenţei-Straße ist ein geschütztes Kulturdenkmal. Sie wird seit 1995 kaum noch genutzt. 
Die monumentale Synagoge wurde nach Plänen des Architekten David Busch errichtet. Das Gebäude mit einer Kuppel dominiert das Stadtbild.